# トーマス・B・フィッツパトリック
トーマス・バーナード・フィッツパトリック（Thomas Bernard Fitzpatrick、1919年12月19日 - 2003年11月16日）は、アメリカ合衆国の皮膚科医である。1959年から1987年までハーバード大学医学大学院皮膚科学科長、マサチューセッツ総合病院皮膚科医長を務めた。フィッツパトリックは多くの皮膚科医を育て、「近代皮膚科学の父」「この100年間で最も影響力のある皮膚科医」と評されている。

## 生涯
フィッツパトリックは1919年12月19日にウィスコンシン州マディソンで生まれた。ウィスコンシン大学マディソン校を卒業した後、ハーバード大学医学大学院で医学博士号(M.D.)を取得した。ハーバード在学中に、当時比較的新しい分野だった皮膚科学に興味を持った。ボストン市立病院でインターンを経験した後、ミネソタ大学に入学して病理学のPh.D.を取得した。第二次世界大戦中は陸軍医療センターに2年間勤務した。その後、ミシガン大学とメイヨー・クリニックで臨床皮膚科学の研修を受けた。
研修を終えた1952年、32歳でオレゴン大学皮膚科学科の教授兼学科長に就任した。1959年にはハーバード大学医学大学院皮膚科学科の主任教授に就任した。当時39歳で、これは同学の主任教授では史上最年少だった。
講演や指導のために頻繁に来日し、日本の皮膚科医の育成に貢献したことから、1987年に旭日章が授与された。

## 業績
フィッツパトリックはメラノーマに関する初期の研究を行った。1966年、フィッツパトリックと皮膚病理学者のウォレス・H・クラーク・ジュニアは、ジョン・レイカー、マーティン・C・ミーム・ジュニアとともに、マサチューセッツ総合病院にアメリカ初の色素性病変の診察室を設置した。クラークはこの診察室での研究により、メラノーマの病理組織診断を行うためのクラーク・レベルを開発した。フィッツパトリックらは、メラノーマの兆候に関する体系的な研究を世界で初めて行った。
フィッツパトリックは、メラノーマの発生に日焼けが果たす役割について研究し、1975年、様々な肌の色に共通する日焼けの起こり方について発表し、そのためにフィッツパトリックのスキンタイプを開発した。フィッツパトリックは他の研究者や製薬企業ともに、世界初近代的な日焼け止めを開発し、その試験を行った。また、乾癬などの皮膚疾患の治療法としてPUVA療法を開発した。基礎科学の分野においては、メラノソームとヒト由来チロシナーゼを発見した 。
フィッツパトリックが執筆した"Fitzpatrick's Dermatology in General Medicine"は、臨床皮膚科学における最初の主要な参考書となった。

## 私生活
フィッツパトリックはベアトリス・デバニー(Beatrice Devaney)と結婚し、5人の子供をもうけた。
人の名言を集めるのが趣味で、その膨大な資料をもとに、『ボストン・グローブ』紙で"Reflection for the Day"というコラムを妻とともに執筆していた。
フィッツパトリックは2003年11月16日にマサチューセッツ州レキシントンの自宅で死去した。